# Дуарте да Силва, Бруно
Бру́но Дуа́рте да Си́лва (порт. Bruno Duarte da Silva, 24 марта 1996, Сан-Паулу) или просто Бруно — бразильский футболист, нападающий клуба «Црвена звезда».

## Биография
Родился в Сан-Паулу, воспитанник местных футбольных академий одноимённого клуба и «Палмейрас». В последнем из вышеуказанных клубов выступал вместе с Габриэлем Жезусом. В 2016 году перешел в «Португезу Деспортос», в составе которой в том сезоне сыграл 6 матчей в Серии D. В следующем сезоне Бруно сыграл 6 матчей и отметился 1 голом. В 2017 году выступал только в Лиге Паулиста, в которой провел 4 поединка.
В середине июля 2018 перешел в стан новичка УПЛ, ФК «Львов», с которым подписал 3-летний контракт. Дебютировал в составе «горожан» 22 июля 2018 в победном (2:0) выездном поединке 1-о тура против киевского «Арсенала». Бруно вышел на поле в стартовом составе, а на 65-й минуте его заменил Жулио Сезар.